# Kazankerk (Irkoetsk)
De Kerk van de Moeder Gods van Kazan (Russisch: Церковь Иконы Божией Матери Казанская) is een Russisch-orthodox kerkgebouw in de Russische stad Irkoetsk. De kerk moet niet worden verward met de Kazankathedraal die in de jaren 30 door de bolsjewieken werd vernietigd. Vanwege de kleur van de muren wordt het gebouw in de volksmond ook wel Rode Kerk genoemd.

## Geschiedenis
De kerk werd gebouwd in de jaren 1885-1892. Oorspronkelijk zou de kerk worden gewijd aan de Heilige Nicolaas. Op wiens initiatief de kerk later gewijd werd aan de Moeder Gods van Kazan is echter onbekend. De financiering van de bouw werd mogelijk gemaakt door giften van een aantal rijke ondernemers en parochianen. Na voltooiing werd de kerk gewijd op 9 april 1892.
Een resolutie van het Centraal Uitvoerend Comité gelastte sluiting van de kerk voor de eredienst in 1936. Het gebouw kreeg vervolgens diverse bestemmingen. Op 4 februari 1975 werd de kerk opgenomen in het register van cultureel erfgoed. Eind jaren 80 begon men met restauratiewerkzaamheden aan de kerk. In 1994 keerde de kerk terug naar de rechtmatige eigenaar, de Russisch-orthodoxe Kerk.